# 2007년 전시증원연습 사건
2007년 전시증원연습 사건은 대한민국 헌법재판소 전원재판부 판례로 평화적 생존권이 헌법상 보장된 기본권인지와 군사연습결정이 통치행위인지 여부를 결정한 중요한 사건이다.

## 사실관계
한미연합사령부는 2007년 전시증원연습인 RSOI 연습과 이와 연계된 연합/합동 야외기동 훈련인 독수리 연습(FE)을 2007. 3. 25.부터 같은 달 31.까지 대한민국 전역에서 실시하며, 이는 방어적인 연습으로서 외부의 공격으로부터 대한민국을 방어할 수 있는 연합사의 능력을 향상시키는데 중점을 둔 것'이라는 취지의 발표하였다(이하 위 2개의 군사연습을 통틀어 '이 사건 연습'이라 한다.) 이모씨 등 시민단체 회원 97명인 청구인들은 '이 사건 연습이 북한에 대한 선제적 공격연습으로서 한반도의 전쟁발발 위험을 고조시켜 동북아 및 세계 평화를 위협하므로 청구인들의 평화적 생존권을 침해한다'고 주장하면서 이 사건 헌법소원심판을 청구하였다.

## 주문
청구인들의 심판청구를 각하한다.

## 이유

### 공권력의 행사 여부
이 사건 연습은 피청구인의 국군통수권 행사의 일환으로 한미합동 군사훈련을 하기로 한 결정에 따라 이루어진 사실행위에 그 자체로 청구인들에게 일방적으로 어떤 의무나 행위를 강제하는 결과를 초래하는 권력의 행사가 아니다.

### 통치행위 여부
이 사건 연습결정이 새삼 국방에 관련되는 고도의 정치적 결단에 해당하여 사법심사를 자제하여야 하는 통치행위에 해당된다고 보기 어렵다.

### 평화적 생존권이 헌법상 보장된 기본권인지 여부
헌법에 열거되지 아니한 기본권을 새롭게 인정하려면, 그 필요성이 특별히 인정되고, 그 권리내용(보호영역)이 비교적 명확하여 구체적 기본권으로서의 실체 즉, 권리내용을 규범 상대방에게 요구할 힘이 있고 그 실현이 방해되는 경우 재판에 의하여 그 실현을 보장받을 수 있는 구체적 권리로서의 실질에 부합하여야 할 것이다.
침략전쟁과 방어전쟁의 구별이 불명확할 뿐 만 아니라 전시나 전시에 준한 국가비상 상황에서의 전쟁준비나 선전포고 등 행위가 침략전쟁에 해당하는지 여부에 관한 판단은 고도의 정치적 결단에 해당하여 사법심사를 자제할 대상으로 보아야 할 경우가 대부분일 것이다. 특별히 새롭게 인정할 필요성이 있다거나 그 권리내용이 비교적 명확하여 구체적 권리로로서의 실질에 부합한다고 보기 어렵다. 우리 헌법보다 더 강한 평화에 관한 규정을 기본법에 두고 있는 독일의 경우 평화적 생존권에 관한 논의가 학계나 실무에서 이루어지지 않은 것도 같은 이유일 것이다. 평화적 생존권은 헌법상 보장되는 기본권이라고 할 수는 없다.

### 결론
2003.2.23. 2005헌마268 결정은 이 결정과 저촉되는 범위 내에서 이를 변경한다.

## 분석
소위 “평화적 생존권”은 헌법상 보장된 기본권이 아니므로 그 침해만을 주장하는 헌법소원은 부적법하다라는 것과 종전 “침략전쟁에 강제되지 않고 평화적 생존을 할 수 있도록 국가에 요청할 수 있는 권리”로서 “평화적 생존권”을 구체적 기본권으로 인정하였던 과거 헌법재판소의 결정(2005헌마268)을 변경한 의미 있는 결정이다..

## 참고 문헌
- 류인하, '평화적 생존권'은 헌법상 기본권 아니다, 법률신문, 2009.06.04[깨진 링크(과거 내용 찾기)]
- p 45-46, 김현석, 헌법 기본판례 109선, 헤르메스, 2011. ISBN 9788994619118
- 헌법재판소 판례 2009.5.28. 2007헌마369

## 같이 보기
- 통치행위
- 대한민국 헌법 제5조
- 대한민국 헌법 제6조